# Valéria Monteiro
Valéria Monteiro, nome completo Valéria Meirelles Monteiro (Belo Horizonte, 26 marzo 1965), è una giornalista, conduttrice televisiva e politica brasiliana.

## Biografia

### Carriera giornalistica
Ha compiuto le prime esperienze da giornalista nei primi anni 80 a Campinas, lavorando per TV Princesa d'Oeste. Successivamente è passata a TV Campinas, diventata EPTV. Nel 1986 è stata assunta a Rede Globo, dove ha presentato RJTV e Fantástico tra il 1988 e il 1991.
È stata la prima donna a presentare il Jornal Nacional nel 1992, dopo essere stata uno dei volti di Jornal Hoje. Nel 1993 è tornata a condurre Fantástico. Nel gennaio 1994 è apparsa sulla copertina della rivista Playboy. Nel 1996 ha lavorato per un breve periodo a Rede Manchete. 
Ha poi vissuto alcuni anni negli Stati Uniti, dove ha lavorato per Discovery, Bloomberg e NBC. Ritornata in Brasile nel 1999, ha firmato un contratto con RedeTV!, emittente per la quale ha presentato la prima fase del programma A Casa É Sua.
Attualmente possiede una società di produzione indipendente chiamata Toda América e conduce il programma Mondo a Radio Paradiso FM.

### Carriera politica
Il 22 settembre 2017 ha sorpreso tutti dichiarando la propria precandidatura alla Presidenza della Repubblica. L'anno dopo si è iscritta al Partito di mobilitazione nazionale, che ha lasciato dopo alcuni mesi per la forte ostilità nei suoi confronti da parte dei vertici.
Il 23 ottobre 2019 si è tesserata per il Partito laburista brasiliano (PTB), venendo anche nominata coordinatrice statale dell'Ambiente PTB. Ma appena due mesi dopo, la giornalista ha lasciato il partito.
Il 10 febbraio 2020 è diventata membro del Partito laburista democratico (PDT) con l'intenzione di candidarsi alle elezioni municipali di Campinas del 2020 come sindaco. Tuttavia, dopo pochi mesi, ha annunciato il passaggio a Rede Sustentabilidade (REDE). Valéria Monteiro è stata candidata fino a settembre, quando il suo partito ha iniziato a sostenere André Von Zuben.
Nel 2022 si è candidata a deputata federale per il PSD a San Paolo, senza però risultare eletta, avendo ottenuto solo 1.225 voti.

## Vita privata
Valéria Monteiro ha sposato in prime nozze il regista televisivo Paulo Ubiratan, col quale ha generato la sua unica figlia, Vitória. È stata poi moglie dello statunitense Justin Kaufman, nel periodo in cui lavorava negli USA. Entrambi i matrimoni si sono conclusi col divorzio.